# 石川県第3区 (1920-1924)
石川県第3区（いしかわけんだい3く）は、かつて存在した衆議院の選挙区。1920年の第14回衆議院議員総選挙から1924年の第15回衆議院議員総選挙まで設置された。

## 区域
- 能美郡
- 江沼郡

## 選挙結果
第15回衆議院議員総選挙　（1924年（大正13年）5月10日執行）

当日有権者数：人 　投票率：%（前回比：）
| 当落 | 候補者名   | 年齢 | 所属党派   | 新旧別 | 得票数  | 得票率 |
| ---- | ---------- | ---- | ---------- | ------ | ------- | ------ |
| 当   | 米原於菟男 |      | 政友本党   | 現     | 6,052票 | %      |
|      | 相川久太郎 |      | 立憲政友会 | 元     | 5,530票 | %      |

- 1920年12月23日に大審院で神田重義の当選無効が確定し、戸水寛人の当選が認められた。

第14回衆議院議員総選挙　（1920年（大正9年）5月10日執行）

当日有権者数：人 　投票率：%（前回比：）
| 当落 | 候補者名 | 年齢 | 所属党派   | 新旧別 | 得票数  | 得票率 |
| ---- | -------- | ---- | ---------- | ------ | ------- | ------ |
| 当   | 神田重義 |      | 立憲政友会 | 新     | 3,709票 | %      |
|      | 戸水寛人 | 58   | 立憲政友会 | 現     | 3,706票 | %      |
|      | 関戸寅松 |      | 憲政会     | 元     | 3,369票 | %      |